# Carlo Thränhardt
Carlo Thränhardt (Bad Lauchstädt, Alta Saxónia, 5 de julho de 1957) era um atleta alemão de salto em altura, detentor da segunda melhor marca de sempre em pista coberta (2.42 m em fevereiro de 1988), a qual constitui ainda o recorde europeu indoor.
Foi cinco vezes medalhado em outras tantas edições dos Campeonatos Europeus em Pista Coberta e foi seis vezes campeão indoor da República Federal da Alemanha (em 1977-1978 e 1985-1988).
Atualmente é um reputado orador, aparecendo frequentemente em seminários e conferências para dissertar sobre a "motivação intrínseca para a excelência".